# Alain Belkiri
Alain Auguste Robert Belkiri-Deluen, né le 25 mai 1921 à Souk-Ahras (Algérie), est un homme politique français.
Après une carrière préfectorale, il est secrétaire général du gouvernement de la République de Côte d'Ivoire sous Félix Houphouët-Boigny du 20 mai 1958 au 30 novembre 1990. Il devient ensuite secrétaire général de la présidence de la République de Côte d'Ivoire jusqu'en 1993, la dernière fonction qu'il occupe en Côte d'Ivoire. Il est remplacé pour la première fois de l'histoire de ce pays, par son adjoint, l'ivoirien Kouassi Yao, le 8 décembre 1993 au lendemain du décès de Félix Houphouët-Boigny.
Proche du président, il est considéré comme la véritable « cheville ouvrière de l’exécutif ivoirien » pendant trois décennies,. Il est également en grande partie à l'origine de la modernisation de l'administration en Côte d'Ivoire.
Il est grand officier de la Légion d'Honneur, de l'Ordre national du Mérite et de l'ordre national de la Côte d'Ivoire.

## Famille
Alain Belkiri est le fils d'Ali Belkiri, enseignant en Algérie, chevalier de la Légion d'Honneur et de Augustine Marie Boulay-Deluen.
Il se marie le 6 août 1948 à Simonne Delorme avec qui il a un enfant, Hervé (1955-1989) qui reçoit le prix Jeanne-Scialtel en 1978.

## Études et Diplômes
Il fait ses études secondaires aux lycées Bugeaud à Alger et Thiers à Marseille. Il intègre ensuite la faculté des lettres d'Aix-en-Provence puis la faculté de droit de Grenoble.
Il est licencié en lettres et en droit, diplômé d'études supérieures de lettres et breveté du centre de hautes études administratives.

## Carrière

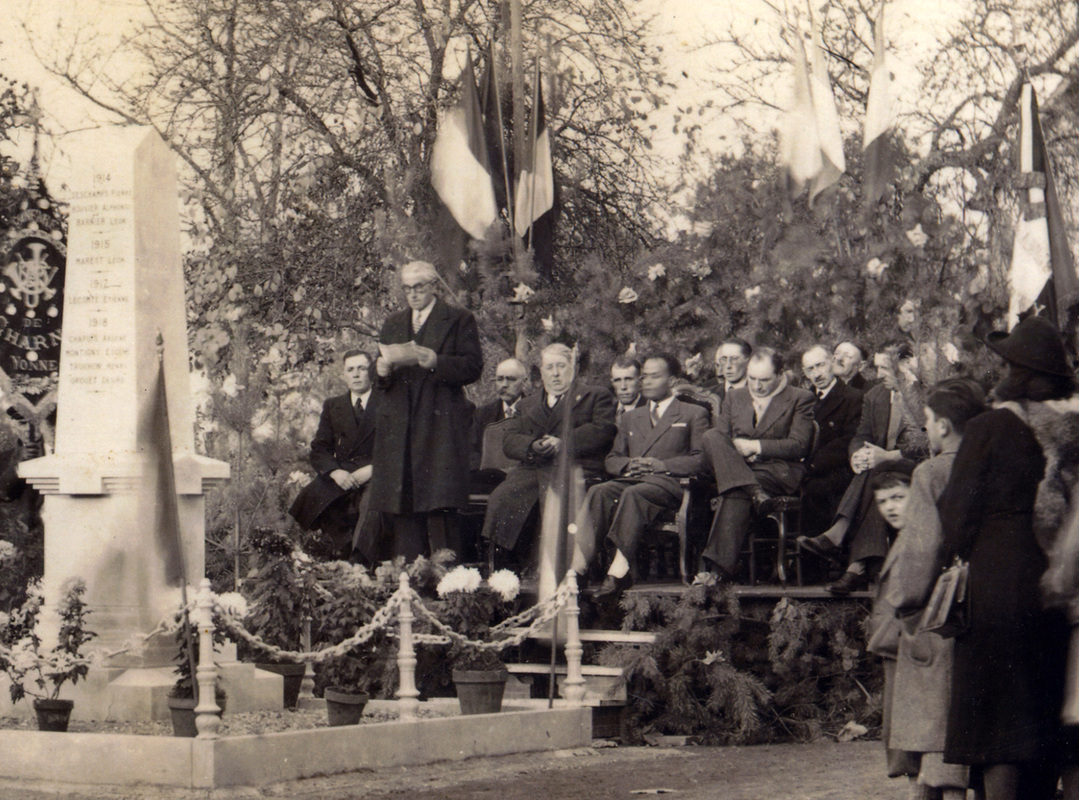
Alain Belkiri (assis au centre), alors secrétaire général de la préfecture de l'Yonne, lors de l'inauguration du Monument aux Morts de Chêne-Arnoult (89) le 11 novembre 1947.

Durant la Seconde Guerre mondiale, il est résistant dans le groupe Combat dès février 1941 puis agent P2 dans le réseau Action R2 à partir de janvier 1944,. Il combat ensuite dans l'armée française de la Libération. Il est titulaire de la Croix de guerre et de la médaille de la résistance avec rosette,.
Après une carrière préfectorale en Algérie puis en France métropolitaine de 1945 à 1954, il devient chef de cabinet du président de l'Assemblée nationale, André Le Troquer (1954-1955) puis chargé de mission au cabinet du président du Conseil de la République, Gaston Monnerville (1955).
Préfet hors-cadre en 1958, il est mis la même année à disposition du jeune gouvernement de la Côte d'Ivoire de Félix Houphouët-Boigny. Il est secrétaire général du gouvernement de Côte d'Ivoire du 20 mai 1958 au 30 novembre 1990 et durant cette période, il est la « véritable cheville ouvrière » des différents cabinets qui se succèdent durant plus de trois décennies,,. Il est notamment en grande partie à l'origine de la modernisation de l'administration en Côte d'Ivoire.
Tout au long de sa présidence, Houphouët-Boigny s’entoure de conseillers français dont l’influence s’étend à tous les domaines, notamment politiques avec Guy Nairay, chef de cabinet du président de 1960 à 1993, et Alain Belkiri ainsi que les ambassadeurs de France Jacques Raphaël-Leygues de 1963 à 1979, puis Michel Dupuch pratiquement jusqu'à la mort d'Houphouêt ; sans oublier les agents du Service de documentation extérieure et de contre-espionnage (SDECE),. Cette diplomatie spécifique, la « Françafrique » comme il la nomme lui-même, lui permet de conserver des liens très privilégiés avec l’ancienne métropole, faisant de lui le principal allié de la France en Afrique. Ainsi, à chaque nouvelle « aventure » africaine où s’implique l'un des deux pays, ils s’apportent, mutuellement, un soutien inconditionnel ; Houphouët-Boigny nouera même, avec le « Monsieur Afrique » de l’Élysée, Jacques Foccart, de véritables liens d’amitié.
Durant ces trois décennies, avec l'ambassadeur Georges Ouégnin, directeur du protocole, et le gouverneur Guy Nairay, directeur du cabinet, Alain Belkiri, secrétaire général du gouvernement, surnommé « l'inamovible », fait partie des « trois piliers » de la présidence de la république sous Félix Houphouët-Boigny. Dans une conversation avec Foccart, Houphouët-Boigny, à propos de de Nairay et de Belkiri, lui confie : « Ces Français me sont utiles. Si j'avais un directeur de cabinet et un secrétaire général ivoiriens, je serais colonisé par les Baoulés ou par d'autres».
Ami d'Alexandre de Marenches, directeur général du SDECE de 1970 à 1981, celui-ci considère que Houphouët-Boigny, a fondé « de ses propres mains » et avec « l'appui inconditionnel » de Belkiri, la Côte-d’Ivoire, « un des rares pays d’Afrique noire dont la stabilité politique, la démocratie et les succès économiques sont un exemple pour tous » .
Alain Belkiri a fêté ses cent ans le 25 mai 2021.

## Perception
Selon Jean-Paul Ngoupandé, premier ministre centrafricain de 1996 à 1997, Belkiri « a été pendant plus de trois décennies le tout-puissant secrétaire général de la présidence ».
Dans son livre Le Vieux Blanc d'Abidjan dans sa prison de Yopougon (2016), récit dans lequel Michel Field raconte son combat en 1984 pour libérer son père emprisonné à Abidjan, un ministre du gouvernement ivoirien lui dit à propos de Belkiri, qu'il doit rencontrer : « Ce cher Alain Belkiri ! s'exclama-t-il. Vous allez rencontrer l'homme le plus puissant du pays après notre Président ! Nous autres, ministres, lui mangeons dans la main. Vous rendez-vous compte qu'il est en poste depuis le 20 mai 1958 ?! ».

## Fonctions
- Chargé de mission au gouvernement général de l'Algérie (1945)
- Attaché au cabinet du ministre de la Défense nationale (1946)
- Secrétaire général de l'Yonne (1947)
- Sous-préfet, chargé de mission au cabinet du ministre de l'Intérieur (1948)
- Sous-préfet de Péronne (1954)
- Chef de cabinet du président de l'Assemblée nationale (1954-1955)
- Chargé de mission au cabinet du président du Conseil de la République (1955)
- Préfet hors cadre (1958), mis à la disposition du gouvernement de la Côte d'Ivoire (1958)
- Secrétaire général du gouvernement de la Côte d'Ivoire de 1958 à 1990
- Secrétaire général de la présidence de la Côte d'Ivoire de 1990 à 1993

## Distinctions

### Françaises
- Grand officier de la Légion d'honneur (Chevalier 2 septembre 1954 ; officier 27 avril 1965 ; commandeur 29 décembre 1973 ; grand officier 11 juillet 1986)[7]
- Grand officier de l'ordre national du Mérite[7]
- Croix de guerre 1939–1945[7]
- Médaille de la Résistance avec rosette (JO du 13 octobre 1946)[23]

Il est également Lauréat de l'université de Grenoble.

### Étrangères
- Grand officier de l'ordre national de la Côte d'Ivoire[7]